# Dynamo Mukaczewo
Dynamo Mukaczewo (ukr. Футбольний клуб «Динамо» Мукачеве, Futbolnyj Kłub "Dynamo" Mukaczewe) – ukraiński klub piłkarski z siedzibą w Mukaczewo, w obwodzie zakarpackim.

## Historia
Chronologia nazw:
- 1945—...: Dynamo Mukaczewo (ukr. «Динамо» Мукачеве)

Piłkarska drużyna Dynamo została założona w mieście Mukaczewo w 1945.
Występował w pierwszych mistrzostwach obwodu zakarpackiego.
W 1949 był drużyną, na bazie której formowano reprezentację wojsk granicznych Ukrainy, która zwyciężyła w meczu finałowym reprezentację Moskwy.

## Znani piłkarze
- / Tiberij Popowicz

## Inne
- Karpaty Mukaczewo